# George Hill Hodel
George Hill Hodel, Jr. (Los Angeles, 10 ottobre 1907 – San Francisco, 16 maggio 1999) è stato un medico statunitense, nonché un noto membro dell'alta società di Los Angeles.

## Biografia
George Hill Hodel Jr. nacque da genitori di origine russa, George Hodel Sr. ed Esther Hodel. Fu il loro unico figlio. Hodel era un medico di successo che negli anni quaranta conosceva persone come Man Ray, John Huston e molti altri. Fu anche uno dei primi sospettati dell'omicidio di Elizabeth Short, meglio conosciuta come la "Dalia Nera." 
Nel 1990 Hodel e la sua quarta moglie, June, fecero ritorno negli Stati Uniti da Manila. George Hodel Jr. morì per insufficienza cardiaca il 16 maggio 1999 a San Francisco, all'età di 91 anni. Il suo corpo fu cremato e le sue ceneri furono gettate al Point Bonita Cove, a circa cento yards dal faro. 

## Le accuse
Dopo la sua morte il figlio, Steve Hodel, un ex poliziotto del LAPD, iniziò ad asserire di aver scoperto indizi che proverebbero che suo padre fosse l'assassino di Elizabeth Short. Egli asserì anche di aver scoperto che il padre fu responsabile anche di una vasta serie di omicidi e che fu lui l'autore dei delitti dei serial killer noti come il Killer del Rossetto e il Killer dello Zodiaco. Sempre secondo Steve Hodel la polizia avrebbe sempre coperto i delitti commessi dal padre per via delle sue amicizie con personaggi importanti della Los Angeles dell'epoca.
Nonostante le asserzioni di Steve Hodel, ad oggi, non esiste alcuna vera prova che colleghi il dottor Hodel ai numerosi crimini a lui imputati dal figlio. Alcune delle prove presentate da Steve sono inoltre state considerate come inattendibili o false, come le presunte foto di Elizabeth Short in possesso del padre che in realtà non ritraggono la ragazza uccisa.